# Kustverdediging

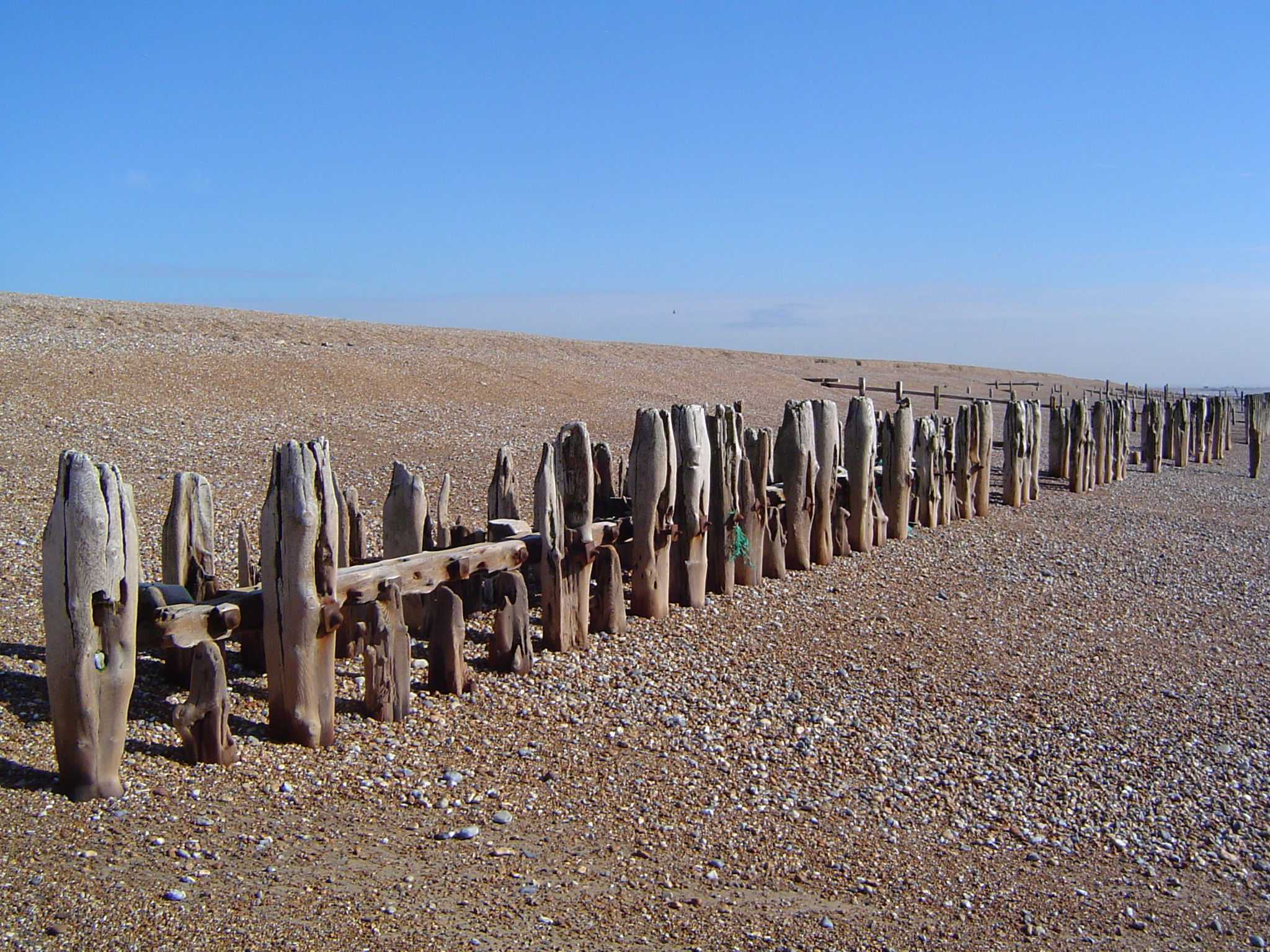
Kustverdedigingswerken nabij de plaats Winchelsea in het Engelse graafschap East Sussex

Kustverdediging is de verzamelnaam voor alle maatregelen die moeten voorkomen dat het land in zee verdwijnt. Tot de kustverdediging horen:
- Duinen, begroeid met Helmgras
- Dijken
- Golfbrekers, strandhoofden en strekdammen
- Dammen
- Stormvloedkeringen
- Zandsuppleties

Voor de verdediging van de kust tegen militaire invallen worden vaak kustfortificaties of kustvestingen gebouwd.